# Mallapura, Jagalur
Mallapura là một làng thuộc tehsil Jagalur, huyện Davanagere, bang Karnataka, Ấn Độ.